# Dyngjujökull
Dyngjujökull (pronunciació en islandès: [ˈtiɲcʏˌjœːkʏtl̥], glacera volcà escut) és una glacera de sortida que forma part de la glacera Vatnajökull en el Parc Nacional Vatnajökull, a Islàndia. La glacera es troba a l'altiplà dels Highlands d'Islàndia i està situada entre el Bárdarbunga, l'Holuhraun i la serralada de Kverkfjöll. Quan es fon, l'aigua de la glacera es desplaça fins al riu Jökulsá á Fjöllum, el segon més llarg d'Islàndia.
Arran de les depressions descobertes pels científics el 6 de setembre de 2014 s'ha especulat que hi poden estar havent sota la superfície de la glacera. Això està associat a l'activitat sísmica de la caldera, una gran estructura volcànica que es troba sota la glacera.